# Middelste vals sierkopje
Het middelste vals sierkopje (Walckenaeria nudipalpis) is een spinnensoort in de taxonomische indeling van de hangmatspinnen (Linyphiidae).
Het dier behoort tot het geslacht Walckenaeria. De wetenschappelijke naam van de soort werd voor het eerst geldig gepubliceerd in 1851 door Johan Peter Westring.